# Alarde
Se llama alarde a la muestra o reserva que se hacía de los soldados y de sus armas y la revista que se les pasaba.
Así se llamaba la revista que pasaba el rey o la persona por él encargada a:
- Duques
- Condes
- Ricoshombres
- Caballeros
- Escuderos
- Vasallos

que disfrutaban tierras o acostamiento, para saber si tenían los caballos o armas necesarias y si estaban dispuestos a entrar en campaña en el instante que se les convocasen. Se efectuaba el día 1 de marzo.
Posteriormente se llamaron alardes a las revistas que tenían por objeto conocer el estado de las tropas y premiar a las mejor disciplinadas e instruidas.

## En el romancero
Bravonel, por despedida
Y en servicio de su dama
Hizo alarde de su gente
Un martes por la mañana
(Romancero).

## Otros usos
- Fiestas de Fuenterrabía (Guipúzcoa), España.
- Fiestas de Irún (Guipúzcoa), España.
- Parte militar de las fiestas de Moros y Cristianos, España.
- También se usa para referirse a hacer ostentación de una cosa.
- Evento musical "Alarde de Txistularis" de San Fermín, en Pamplona.